# X105CrMo17
440C est le nom d'un acier inoxydable à haute teneur en chrome utilisé en coutellerie et en quincaillerie industrielle. 440C est une appellation américaine de l'American Institute for Steel and Iron (AISI). Son équivalent en norme française (AFNOR) est Z100CD17 et X105CrMo17 en norme européenne NF EN 10027 (1.4125 en désignation numérique selon la même norme).
Il offre un bon équilibre entre la solidité et la résistance à la corrosion, et est notamment utilisé dans les éléments coupants et les roulements à billes. Jusque dans les années 90, il était utilisé sur de nombreux couteaux haut de gamme. Depuis, il est surtout utilisé dans des couteaux plus accessibles.
En plus du fer, il est composé de :
- carbone : 0,95 % à 1,20 % ;
- chrome : 16 % à 18 % ;
- molybdène : jusqu'à 0,75 % ;
- silicium : jusqu'à 1 % ;
- Manganèse : jusqu'à 1 %.